# Claude Bellegarde
 (décembre 2016).
 (décembre 2016).
Si vous disposez d'ouvrages ou d'articles de référence ou si vous connaissez des sites web de qualité traitant du thème abordé ici, merci de compléter l'article en donnant les références utiles à sa vérifiabilité et en les liant à la section « Notes et références ».
Pour les articles homonymes, voir Bellegarde.
Claude Bellegarde est un peintre français né le 18 juillet 1927 à Paris et mort le 27 mai 2019 à Paris.

## Biographie
Claude Bellegarde est né le 18 juillet 1927 à Paris.
À la fin de la Seconde Guerre mondiale, Claude Bellegarde rencontre Lanza del Vasto, disciple de Gandhi, écrivain, dessinateur et animateur d'une communauté spirituelle.
Claude Bellegarde adhère à cette communauté où il s'initie à la sculpture.
En 1951, la maladie l'atteint  et il séjourne en sanatorium, puis il se consacre à la peinture. C'est le début de sa « période blanche », expression de cette période de méditation, où il utilise le monochrome:.
En 1953, la Galerie du Haut-Pavé organise sa première exposition personnelle à Paris.
Reconnu comme un membre significatif du mouvement des artistes d’après guerre à Paris, il se joint en 1954 au groupe d’avant-garde « Dessins » qui met en avant l’abstrait gestuel.
En 1955, il expose sa « période blanche », comprenant des monochromes à la galerie Studio Facchetti à Paris, suivie de l'exposition « Achrome » à la galerie Appolinaire, à Milan. Lucio Fontana et la Tate Gallery se portent acquéreurs de ces tableaux blancs sur blanc, qui influencent alors le jeune peintre Piero Manzoni qui fréquente la galerie milanaise. Pierre Restany s'intéresse à ses tableaux et fonde le groupe « Espaces imaginaires » avec Gianni Bertini, Hundertwasser, Bruning, Halpern et le sculpteur Delahaye, puis le présente à Yves Klein qui commence ses monochromes.
Les Typogrammes (1963-1966), Cabine psy-color (1964-1970), Nature humaine(1967-1976) : réapparition de la couleur à la suite d’un voyage au Maroc.
- 1953-1957 Achromes.
- 1962: Bandes magnétiques - Des jets colorés, dont la spontanéité apparente est contrôlée par une symbolique des couleurs (chaque couleur de l’arc–en–ciel est la révélation de l’être). Bellegarde présente le résultat de ses réflexions Pour un symbolisme de la couleur (1er manifeste).
- 1963: Les premiers typogrammes (portraits psychiques réalisés par le langage des couleurs) du critique d’art Pierre Restany, le peintre Camille Bryen et l’écrivain Alain Gheerbrant présentés par Jacques Lassaigne à la Galerie Blumenthal, Paris.
- 1964: Premières cabines chromatiques où le spectateur est introduit dans sa propre projection. Invitation aux États-Unis par l’Université Fairleigh Dickson au New Jersey. Il expose aussi au Newark Museum, New Jersey et à la Crippi & Waddel Gallery, New York. Une maquette en trois dimensions est acquise par le Guggenheim Museum.
- 1966: Nouvelle série de typogrammes exposée à la Galerie Schoeller, présentée par Raymond Abellio et Gérald Gassiot–Talabot. La Galerie J présente les cabines avec une préface - catalogue de Pierre Restany. Film en couleurs psychiques, Le Horla, de Jean-Daniel Pollet, prix du court–métrage au festival de Toulon. La Galleria Annunciata de Milan réalise pour son exposition une pièce en couleurs variables.
- 1967: Transcription en couleurs des 12 signes astrologiques. La revue Opus international publie son manifeste Sémantique de la couleur et chromathérapie. Mosaïques pour le groupe scolaire Langevin Wallon à Châtillon en banlieue parisienne.
- 1968: mai – Affiches et exposition de groupe à l’usine en grève Nord–aviation organisée par Raoul Jean Moulin.
- 1975: Bellegarde obtient un Doctorat en Art et Sciences des Arts Visuels à la Sorbonne. Il dessine un casse-tête magnétique Mantras. Production d’une chorégraphie Espace–Rite–Couleur inspirée par les 7 positions du yoga sur 7 panneaux iconographiques et sur la musique de Steve Lacy, improvisation intitulée Myrtho. Pochette du disque de Steve Lacy, Dreams, disques Saravah, 1975. Présentation de Son-Rite-Couleur, conception, décors et production de Claude Bellegarde sur une musique de Gilles Petit.
- 1976–1979: Début de la période des stores. Voyage à travers l’ouest américain et au Grand Canyon. Poste de professeur à la Sorbonne. Commande d’une murale pour le lycée mixte de Loudéac.
- 1977. Participation à une exposition itinérante, Panorama de l’Art Français, aux Musées d’Istambul, Athènes, Salonique, Téhéran, Damas, Le Caire, Tel Aviv, Tunis, Rabat, Alger, Lisbonne.
- 1983. Exposition des cabines chromatiques à la « Galerie 1950 Alan »[4] par Alan Grizot.

## Expositions personnelles
- 1971 : rétrospective à l'AC, musée d'art moderne de la ville de Paris.
- 1972 : musée des beaux-arts du Havre.
- 1975 : Natures humaines.
- 1982 : galeries d'art  international, New York, Chicago, Houston.
- 1990 : Futuroscope de Poitiers.
- 1999 : rétrospective Instituts Français du Maroc.
- 2003 : la nouvelle école de Paris, Abbaye de Beaulieu, CAC.
- 2006 : galerie Larock Granoff, Paris.
- 2007 : galerie Lavignes-Bastille, Paris.

2014 - Galerie Artemper - Paris : Claude Bellegarde - Période Blanche 1953 - 1957

## Publication
- Blancheur de la couleur, collection « L'art en écrit », éditions Jannink, Paris, 1997.

### Filmographie
- Gilles Bastianelli, film La Couleur Vécue